# فيتالينا باتساراشكينا
فيتالينا إيغوريفنا باتساراشكينا (الروسية: Виталина Игоревна Бацарашкина ؛ من مواليد 1 أكتوبر 1996) رامية روسية أولمبية حصدت الميدالية الذهبية لمسابقة الرماية من مسافة 25 مترا للسيدات ضمن منافسات دورة الألعاب الأولمبية الصيفية 2020، واستطاعت باتساراشكينا أن تحطم الرقم القياسي الأولمبي للمسابقة، أصبحت أول رامية تفوز بثلاث ميداليات في نفس الألعاب الأولمبية. وحاصلة على ميدالية فضية أولمبية مرتين. في الألعاب الأولمبية السابقة احتلت المرتبة الثانية في مسدس هوائي بطول 10 أمتار ، إلى جانب ذلك فازت أيضًا بميداليات ذهبية وفضية وبرونزية في بطولة العالم 2018. وهي حاصلة على درجة الماستير الرياضية في روسيا.